# سانتا ماریا، کاتامارکا
سانتا ماریا (به اسپانیایی: Santa María) یک شهر در آرژانتین است که در ایالت کاتامارکا واقع شده‌است. سانتا ماریا ۱۶٬۲۱۳ نفر جمعیت دارد.

## خواهرخوانده
شهر اوتسانو خواهرخواندهٔ سانتا ماریا، کاتامارکا هست.